# Siversk
Siversk (em ucraniano:  Сі́верськ; russo:  Се́верск, tr. Seversk; até 1973: Yama [Я́ма; Я́ма]) é uma cidade da Ucrânia, situada no Oblast de Donetsk. Tem 12,5 km² de área e sua população em 2020 foi estimada em 11.231 habitantes.
A maior parte da cidade foi destruída pelas Forças Armadas da Rússia em decorrência da invasão da Ucrânia pela Rússia em 2022. Em fevereiro de 2023, por volta de 100 habitantes moravam na cidade.